# Station Saint-Cloud
Station Saint-Cloud is een spoorwegstation aan de spoorlijn Paris-Saint-Lazare - Versailles-Rive-Droite. Het ligt in de Franse gemeente Saint-Cloud in het departement Hauts-de-Seine (Île-de-France).

## Geschiedenis
Het station werd op 2 augustus 1839 geopend. Op 5 mei 1884 werd het station aangesloten op de spoorlijn Saint-Cloud - Saint-Nom-la-Bretèche. Sinds zijn oprichting is het station eigendom van de Société nationale des chemins de fer français (SNCF).

## Ligging
Het station ligt op kilometerpunt 14,050 van de spoorlijn Paris-Saint-Lazare - Versailles-Rive-Droite, en is het beginpunt van de spoorlijn Saint-Cloud - Saint-Nom-la-Bretèche.

## Diensten
Het station wordt aangedaan door treinen van Transilien lijn L tussen Paris-Saint-Lazare en Versailles-Rive-Droite/Saint-Nom-la-Bretèche - Forêt de Marly. Sommige van deze treinen hebben dit station als eindbestemming. Ook doen treinen van Transilien lijn U tussen La Défense en La Verrière het station aan.

## Vorige en volgende stations
| Richting                               | Vorig station                | Lijn    | Volgend station        | Richting           |
| -------------------------------------- | ---------------------------- | ------- | ---------------------- | ------------------ |
| Versailles-Rive-Droite                 | Sèvres - Ville-d'Avray       | Trans L | Le Val d'Or La Défense | Paris-Saint-Lazare |
| Saint-Nom-la-Bretèche - Forêt de Marly | Garches - Marnes-la-Coquette | Trans L | Le Val d'Or La Défense | Paris-Saint-Lazare |
| La Verrière                            | Sèvres - Ville-d'Avray       | Trans U | Suresnes-Mont-Valérien | La Défense         |